# 吕涅
吕涅（法語：Rugney，法語發音：[ʁyɲɛ] ⓘ）是法国大东部大区孚日省的一个市镇，位于该省中北部，属于埃皮纳勒区和埃皮纳勒城市圈公共社区。该市镇的总面积为5.73平方公里，海拔在272至411米之间，其中镇中心海拔约298米，2017年时的人口为141人。

## 地理
吕涅（48°20'50"N, 6°15'17"E）面积5.73 平方千米，位于法国大東部大區孚日省，该省份为法国东北部内陆省份，北起默兹省和默尔特-摩泽尔省，西接上马恩省，南至上索恩省和贝尔福地区省，东临上莱茵省和下莱茵省。
与吕涅接壤的市镇（或旧市镇、城区）包括：布克叙吕勒、布朗蒂尼、弗洛雷蒙、萨维尼、于布西。
吕涅的时区为UTC+01:00、UTC+02:00（夏令时）。

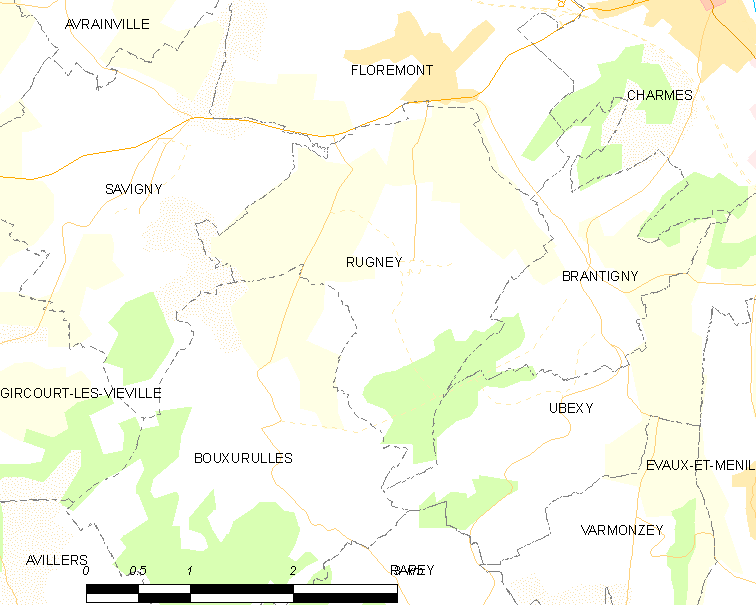
吕涅的OSM定位图

## 行政
吕涅的邮政编码为88130，INSEE市镇编码为88406。

## 政治
吕涅所属的省级选区为沙尔姆县。

## 交通
孚日省省道D55C线和D55D线在境内交汇。

## 人口

1962-2008年间吕涅人口变化图示

吕涅于2022年1月1日时的人口数量为131人。